# 九切站
九切站（：／ Gujeol yeok */?）曾为韩国铁路长项线和长项货物线上的一个车站，位于忠清南道舒川郡馬西面，已于2008年废止。

## 历史
- 1930年11月1日，落成使用，当时的车站名称是松内站。
- 2008年1月1日，停止使用。